# Хвостов, Борис Николаевич
Борис Николаевич Хвостов (1828—1883) — русский государственный деятель, герольдмейстер, тайный советник, сенатор.

## Биография
По окончании курса наук в Императорском училище правоведения Борис Николаевич Хвостов в 1847 г. определён на службу в канцелярию 2-го департамента правительствующего сената и, прослужив там до 1853 г., назначен редактором в департамент министерства юстиции и одновременно — секретарём совета Училища правоведения. В 1859 г. назначен состоящим за обер-прокурорским столом во 2-м департаменте Сената, с оставлением при занимаемых должностях.
19 февраля 1860 г. командирован для заведования делами председателя редакционных комиссий графа В. Н. Панина — для составления положений о крестьянах, выходящих из крепостной зависимости, а в 1862 г. утверждён в должности вице-директора департамента министерства юстиции, с оставлением в должности секретаря совета Училища правоведения.
В 1867 г. назначен герольдмейстером Сената, а в 1871 г., с производством в тайные советники, ему велено присутствовать в Сенате от департамента герольдии.